# Хинце, Эмма
Эмма Хинце (род. 17 сентября 1997, Хильдесхайм, Германия) — немецкая профессиональная велогонщица. Участвовала в чемпионатах мира по трековому велоспорту 2016 и 2020 годов, победив в спринте и командном спринте, а также в кейрине. Трёхкратная чемпионка мира, она считалась фаворитом летних Олимпийских игр в Токио (перенесенных на 2021 год из-за пандемии COVID-19), но в итоге не смогла завоевать индивидуальную медаль, уступив в полуфинале обладательнице золотой медали Келси Митчелл и проиграв схватку за бронзовую медаль Ли Вай-Ше. Вместе со своей партнершей Леа Фридрих она добилась большего успеха в командном спринте, завоевав серебро. За завоевание серебряной медали в Токио была награждена президентом Федеративной Республики Германия Серебряным лавровым листом — высшей спортивной наградой Германии. В 2024 году приняла участие в летних Олимпийских играх в Париже, где завоевала бронзу в командном спринте вместе с Паулиной Грабош и Леа Фридрих.